# Panorama du Bec d'Allier
Pour les articles homonymes, voir Panorama.
Le panorama du Bec d'Allier est un lieu situé sur la commune de Marzy, dans le département français de la Nièvre, en face de la confluence entre la Loire et l'Allier, sur un escarpement, à une altitude voisine de 228 m.

## Présentation
Le panorama du Bec d'Allier offre un paysage exceptionnel, celui de la rencontre entre la Loire et l'Allier. Après s'être « gonflée » de son affluent la Nièvre, juste avant le pont de Loire à Nevers, c'est après Nevers que la Loire obtient l'apport des eaux de l'Allier,.

## Classement
Le site du Bec d'Allier a fait l'objet d'un classement « Sites Panda Fluvial » par WWF en 2004. Le Bec d'Allier fait également partie des espaces naturels sensibles gérés par le conseil général de la Nièvre, qui y a aménagé un sentier (depuis la commune de Gimouille) et un observatoire. Le site est classé Natura 2000.

## Accès
Pour se rendre au panorama, suivre Marzy depuis Nevers le long de la Loire, ou venant de Bourges, direction Apremont jusqu'à Cuffy, passer devant le pont-canal du Guétin d'où, l'on perçoit au loin la confluence et passer le pont de Nevers, au niveau du parcours naturel sensible de l'ENS dit du Bec d'Allier, directement en aval de cette confluence sur la berge ouest (coté du Cher), avant d'arriver au Panorama du Bec d'Allier situé sur la berge est (coté Nevers).

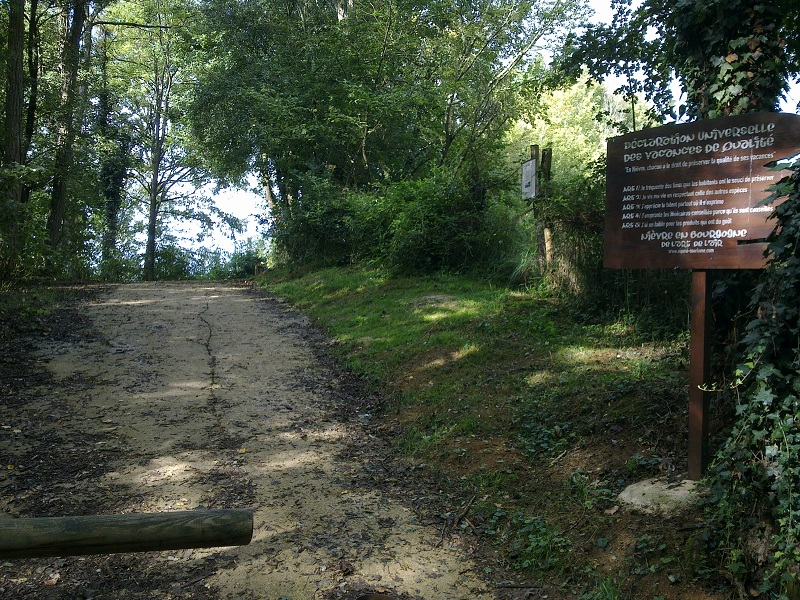
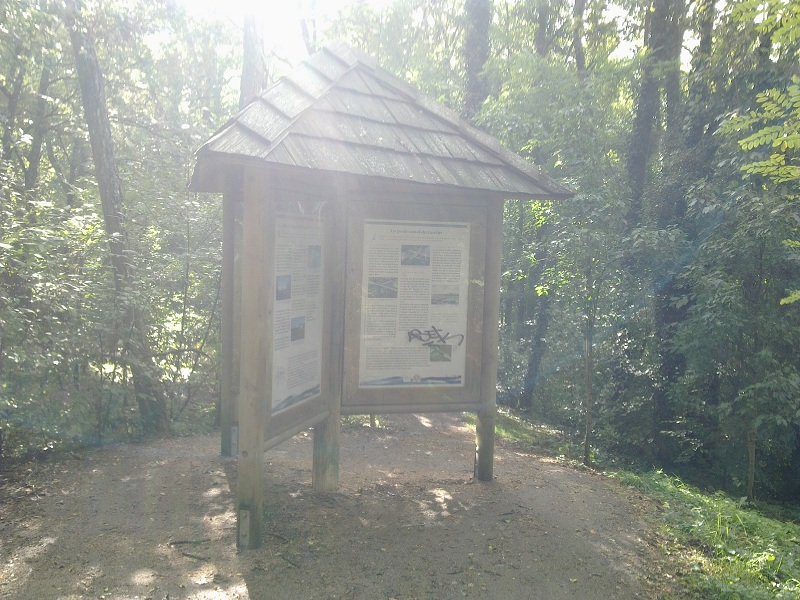
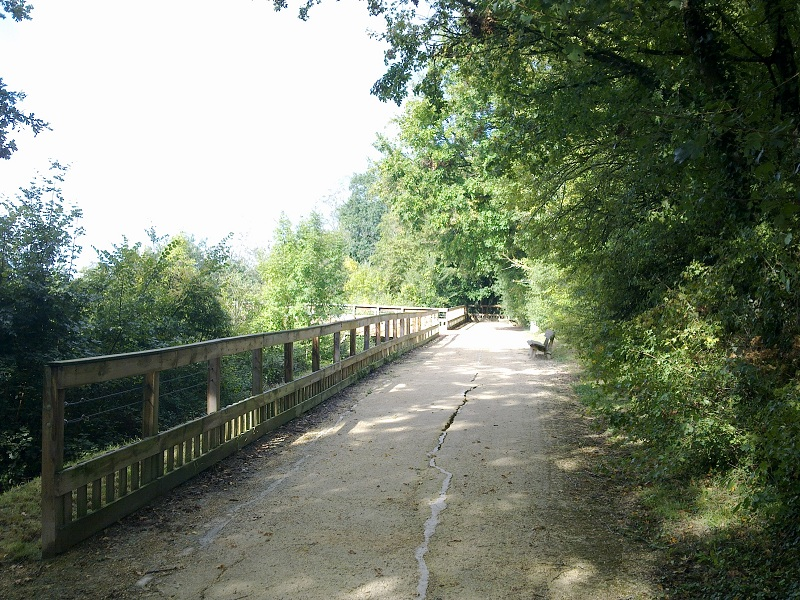
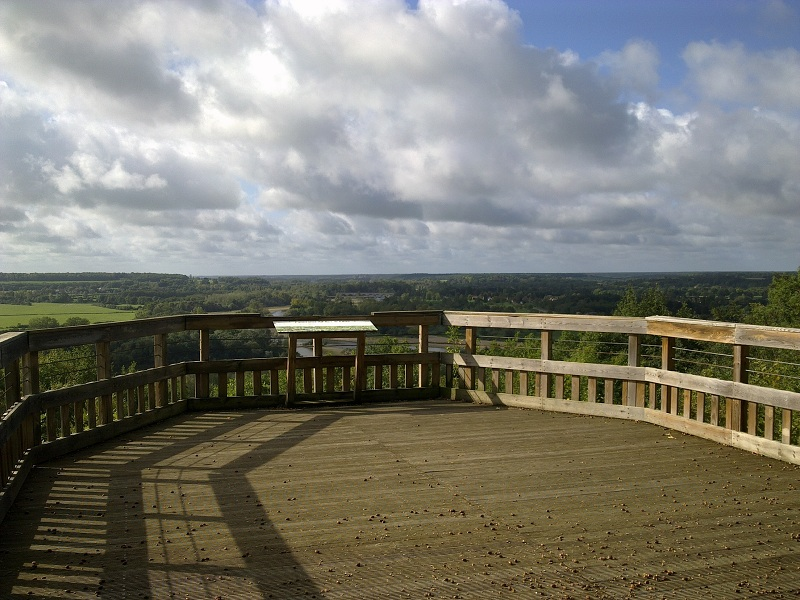
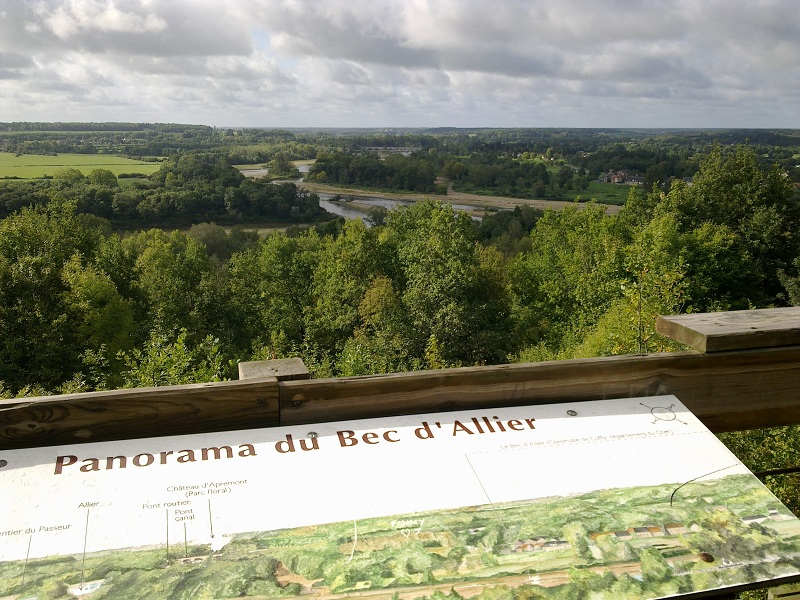